# Carles Emili Montañès i Criquillion
Carles Emili Montañès y Criquillion (Barcelona, 1877-Madrid, 1974) fue un ingeniero industrial que fue ingeniero en cabo de Tranvías de Barcelona, cofundador de Ferrocarriles de Cataluña (1912), cofundador de Barcelona Traction Light & Power, presidente de Ferrocarril de Sarriá en Barcelona (1911), gobernador civil (1919), diputado por Teruel del Congreso y presidente del Círculo Catalán de Madrid.
Proyectó la electrificación de Cataluña y la creación de un ferrocarril que uniera Barcelona con el Vallès por la sierra de Collserola. Para demostrar la viabilidad del ferrocarril el 1908 construyó uno pequeño denominado Mina Grott. Después de varios problemas legales, denunciado por el Tren de Sarriá por la competencia desleal que hacía al Funicular de Vallvidrera y por funcionar sin ningún tipo de concesión. A pesar de que la justicia le dio la razón, lo obligaron a pedir la concesión. Finalmente después de muchas gestiones obtuvo una: la de un ferrocarril de Sarriá en Las Planes.
Para llevar a cabo sus proyectos consiguió en 1911 el aval de un ingeniero estadounidense, el Dr. Pearson que ya había montado varias empresas de tranvías y compañías eléctricas por todo el mundo. Con el Dr. Pearson fundó la Barcelona Traction Light & Power (popularmente conocida por la canadiense) y la compañía Ferrocarriles de Cataluña por el proyecto de ferrocarril, y como base compraron el Ferrocarril de Sarriá en Barcelona.
Durante la famosa huelga de la Barcelona Traction Light & Power del 1919 fue nombrado gobernador civil para intentar enderezar la situación. Al no conseguirlo se vio obligado a dimitir.
Durante la guerra estuvo a favor del bando nacional. Murió en Madrid el 1974.